# آلان لوثر
آلان لوثر (بالألمانية: Alan Luther) (و. القرن 20  م) هو فيزيائي، وأستاذ جامعي من الولايات المتحدة الأمريكية .

## مناصب وهيئات
أدار جامعة هارفارد.

## جوائز
حصل على جوائز منها:
- Oliver E. Buckley Condensed Matter Prize (2001).